# Solar Flight Sunseeker II
Ne doit pas être confondu avec Sunseeker ou Sunseeker I.
Dimensions
Le Solar Flight Sunseeker II est un avion solaire pourvu de batterie lithium-polymère pour décoller et de panneaux photovoltaïques pour voler.

## Développement et caractéristiques

### Développement
Le Sunseeker II est l'évolution du Sunseeker I qui fut le premier avion solaire à traverser les États-Unis en 1990. Après cette première aventure, son concepteur et pilote principal Eric Raymond crée Solar Flight pour développer de nouveaux projets. Après le développement de l’Edelweis, un planeur classique (non solaire) utilisant les mêmes technologies de fibre de carbone et résine haute température que le Sunseeker, Eric Raymond commence la construction d'un nouvel avion solaire, à partir du Sunseeker I. Il s'agit en fait d'une suite d'évolutions qui aboutissent en 2009 à la version finale de l'avion.
Le premier changement concerne de nouvelles ailes permettant l'intégration de nouvelles cellules photovoltaïques plus performantes. Couplées à quatre packs de batteries lithium polymère de plus grandes capacités elles permettent d'utiliser un moteur deux fois plus puissant, qui propulse une nouvelle hélice — repliable quand elle n'est pas utilisée pour diminuer la trainée — spécialement étudiée pour réduire au maximum les vibrations.
Alan Cocconi spécialiste de la propulsion électrique est à nouveau (comme pour le Sunseeker I) chargé du contrôle électronique du système électrique. Très tôt (après la traversée du Sunseeker I en 1990) il pousse Eric Raymond à abandonner les accumulateurs nickel-cadmium pour des batteries litihium-ion. Mais celui-ci est réticent car si la technologie était effectivement prometteuse, elle était aussi très chère à ses débuts. De plus à l'époque elle évoluait très vite et Eric Raymond préférait patienter un peu pour ne pas regretter un investissement important et trop vite périmé. D'autant plus que le Sunseeker ambitionne d'être un avion propulsé par l'énergie solaire, pas par celle stockée dans des batteries, et qu'en ce sens l'amélioration des performances solaires apparaissait plus importante que celle des performances de stockage.
Enfin l'avion dispose aussi d'un nouveau système de commandes de vol plus sophistiqué et d'une avionique plus complète, le rendant plus autonome,.

### Caractéristiques
L'aspect général du Sunseeker est celui d'un planeur : un avion filiforme muni d'ailes longues et fines. Néanmoins son grand empennage inversé, c'est-à-dire dont la partie verticale descend depuis la poutre au lieu de monter, le rend facilement identifiable. Son unique hélice, propulsive, est placée en bout de queue et se replie quand le moteur en tourne plus, de manière à réduire la traînée de l'avion.
D'une longueur de 7 mètres pour une envergure de 17 mètres et une surface alaire de 12,8 m2, son poids à vide est de 120 kg seulement pour un poids en charge maximum de 230 kg.
Les cellules photovoltaïques ne sont plus posées sur l'aile (contrairement à celles du Sunseeker I) mais intégrées à la structure des ailes et de la partie horizontale de l’empennage pour une meilleure aérodynamique. Les quatre packs de batteries lithium-polymère sont logés dans les ailes de l'avion.
Ces caractéristiques lui confèrent une finesse de 35, une vitesse de croisière 65 km/h et une vitesse maximum de 160 km/h. Il peut voler jusqu'à des altitudes de l'ordre de 4 500 m, suffisante pour survoler les plus hauts sommets des Alpes.
Le Sunseeker II est un avion hybride qui a besoin de batteries pour décoller et grimper, mais qui peut ensuite voler soit grâce à l'électricité obtenu via ses panneaux solaires soit en tant que en planeur. L'alternance des deux modes lui confère une grande autonomie potentielle. Il peut gagner ou regagner de l'altitude grâce à l’énergie solaire emmagasinée dans ses batteries, voire simplement voler en palier dans des conditions météorologiques peu propices, puis n'utiliser que les techniques classiques du vol à voile pendant les 90 minutes nécessaires à la recharge complète de ses batteries, et recommencer un cycle,,. Il peut ainsi voler durant toute une journée sans se poser, mais n'est néanmoins pas prévu pour le vol de nuit, mais s'il lui est possible de prolonger son vol après le coucher du soleil. Le vol nocturne est ainsi plus interdit par des contraintes de sécurité et de visibilité (pour le pilote) que par des contraintes d'autonomie de l'avion,.

## L'Europe et les Alpes
En 2009 l'avion effectue un « tour d'Europe » : D'abord en traversant les Alpes du nord au sud, depuis la Suisse vers l'Italie, la première traversée de la chaîne par un avion solaire. Puis il a descendu l'Italie jusqu'à la Sicile avant de remonter jusqu'en Autriche et en Slovénie. Enfin il a traversé le sud de la France puis longé la mer Méditerranée jusqu'en Andalousie.
Il effectue ses premiers vols en Suisse en 2008, aux environs de Zurich et cumule rapidement de nombreux vols significatifs (d'une durée d'une heure ou plus). Il entame ensuite dès avril 2009 sa tournée européenne : un tour d'Europe par morceaux, entrecoupé de représentations et d'expositions, de manière a assuré la démonstration et la promotion du concept,. À cet effet l'avion peut-être facilement démonté, transporté à terre et remonté.
La tournée européenne commence d'ailleurs au sol, par le salon aéronautique Aero 2009 de Friedrichshafen du 2 au 5 avril 2009. S'ensuit un survol des Alpes, première mondiale pour un avion intégralement alimenté par l'énergie solaire. La première tentative est néanmoins un échec à cause de mauvaises conditions météorologiques auxquelles le Sunseeker est particulièrement sensible. La tentative suivante est un succès. Le 23 septembre 1910 l'aviateur péruvien Jorge Chávez Dartnell franchissait les Alpes pennines à bord de son Blériot XI, devenant ainsi le premier à traverser les alpes en avion. 99 ans après, le 14 avril 2009, Eric Raymond décolle de Buttwil en Suisse (à 25 km de Zurich) et a atterri dans l'après-midi à l'aéroport turinois d'Aeritalia (it) après trois heures de vol et le survol des plus hauts sommets alpins à 4 000 m d'altitude et une vitesse de croisière de 100 km/h. La date du vol, le 14 avril, a été choisi très précoce dans la saison au regard de la longueur de l'hiver dans les alpes cette année-là, et les conditions météorologiques était compliqué pour un vol en montagne. Le plafond était très bas mais Eric Raymond a pu traverser la couche nuageuse et trouver des conditions de vol plus clémentes au-dessus. Dans son vol vers Turin il a ensuite rencontré une barrière de Cumulus infranchissable pour un avion de tourisme ou un planeur. Rebrousser chemin c'est révéler impossible à cause d'un blizzard. Il a finalement trouvé un trou dans les nuages, a descendu 7 000 pieds (2 133,6 m) en spirale jusqu'à repasser sous la couche nuageuse et arriver à rejoindre Turin.
L'avion traverse ensuite l'Italie du nord au sud jusqu'en Sicile, en cinq étapes,. Revenu en Suisse, il décolle de nouveau de Zurich pour un nouveau voyage, cette fois vers lest. Le 23 mai il survole les Dolomites lors d'un vol de Schänis (Suisse) à Toblach (au nord de l'Italie). Puis ils continuent vers Vienne, survolant les Alpes autrichiennes, puis la Hongrie et finalement revenant vers la Slovénie à l'occasion des championnats nationaux slovènes de vol à voile,. Le Sunseeker II retourne ensuite à Turin pour participer du 6 au 14 juin au Word Air Games, un important meeting aérien,. Revenu en Suisse, la dernière étape du tour européen amène l'avion jusqu'en Andalousie, en survolant le sud de la France puis l'ouest de l'Espagne jusqu'à Almería. Eric Raymond espérait réaliser un vol direct entre Zurich et Barcelone, qui aurait établi un nouveau record du plus long vol solaire jamais réalisé,, mais la tentative a échoué.

## L'après tour
Après son tour d'Europe, Solar Flight expose et effectue des vols de démonstration de son Sunseeker 2 lors de nombreux rassemblements aériens, et continue à effectuer de nouveaux vols. Le 20 juin 2010 lors du Paris Green Air Show du Bourget. En Slovénie il survole le Lac de Bled le 15 septembre 2010, le 23 mars 2011 il effectue un vol au-dessus des Alpes juliennes et notamment le Triglav, plus haut sommet slovène. Le 17 avril 2011 il remporte le premier prix (ex-æquo avec l'Antares 20 E d'Axel Lange) de l'Ulmer Berblinger Flight Competition  2011 (le Prix Berlinger de la ville d'Ulm qui récompense les meilleures innovations en matière de transport aérien écologique). Le 3 septembre 2011 c'est au Môtiers Airshow en Suisse qu'il vole.
Toutes ces sorties, ces représentations, ont plusieurs buts. D'une part les avions de Solar Flight sont des vecteurs d'innovation technologique, et notamment au développement des cellules photovoltaïques. D'autre part l'équipe de Solar Flight tente de promouvoir et de faire la démonstration du concept d'un transport aérien plus écologique. Eric Raymond ne croit pas au transport de passagers de masse grace à l'électrique, notamment à cause de l'énergie nécessaire pour atteindre des vitesses acceptables pour cette activité, mais envisage d'autres applications et notamment le transport de marchandises via des dirigeables solaires.
L'avion continue à profiter de quelques améliorations, notamment de nouvelles batteries en 2013, en parallèle du développement du Sunseeker Duo, une version biplace de l'avion solaire,. Par ailleurs Eric Raymond profite de la rigidité du planeur (nécessaire pour ne pas abimer les cellules solaires sur les ailes) et de la finesse conféré par son design pour démontrer les capacités de vol du Sunseeker II en faisant à son bord une démonstration de voltige. Le Sunseeker II devient ainsi de fait le premier avion solaire de voltige.